# Volanice (zámek)
Volanice je barokně-klasicistní zámek v obci Volanice v okrese Jičín. Je zapsán jako kulturní památka České republiky.

## Historie

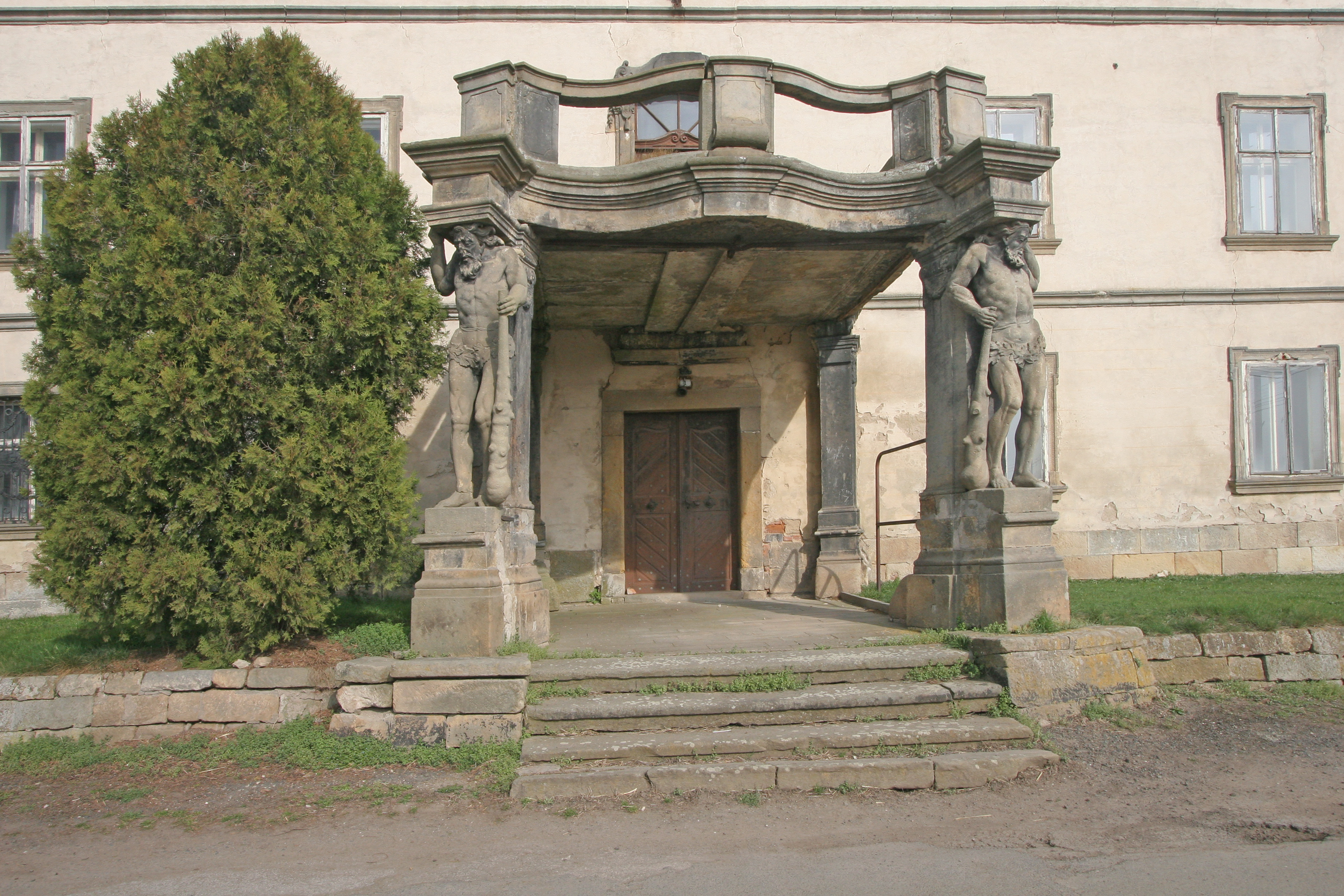
Vchod do zámku s karyatidami

Na místě zámku stála středověká tvrz. V 16. století zde sídlil rod Volanských. V roce 1631 bylo celé panství včetně tvrze zkonfiskováno a přivlastnil si jej Albrecht z Valdštejna. Okolo roku 1757 koupil Volanice Bernard Zumande ze Sendberku. 
Další majitel, Tobiáš Grätzel Gränzentein. Ten roku 1780 nechal na místě tvrze postavit pozdně barokní zámek. Karyatidy dvou obrů nesoucích balkon v průčelí sem byly přeneseny ze zbořeného jezuitského zámku v nedaleké Sběři. Gränzensteinové vlastnili Volanice až do roku 1841, kdy je koupil Jan Urfuss. Po roce 1870 zakoupil zámek Karel Paar a v zámku byla umístěna správa dvora a byty úředníků. V roce 1923 zámek koupil soukromý majitel. V roce 1949 byl zámek zkonfiskován a do roku 1997 byl využíván JZD Volanice. Zámek byl využíván jako kanceláře, byty a závodní kuchyně.
V současnosti je zámek majetkem rodiny Vitvarových a po dohodě veřejnosti přístupný.

### Popis
Areál dvoupatrového barokně-klasicistního zámku se nachází uprostřed obce Volanice. Nad vchodem se nachází balkon držen barokními karyatidami. Za zámkem navazuje malý, dnes neudržovaný a dendrologicky nezajímavý park. Střecha je mansardová.